# Vähänhaanmutka
Vähänhaanmutka är en bukt i Finland. Den ligger i Oulunsalo i landskapet Norra Österbotten, i den centrala delen av landet, 500 km norr om huvudstaden Helsingfors.